# Guestia asphaltis
Guestia asphaltis är en fjärilsart som beskrevs av Edward Meyrick 1911. Guestia asphaltis ingår i släktet Guestia och familjen praktmalar, Oecophoridae. Inga underarter finns listade i Catalogue of Life.